# Rik Wouters
Rik Wouters (Malinas, 21 de agosto de 1882 - Ámsterdam, 11 de julio de 1916) fue un escultor y pintor belga, principal representante del fauvismo en su país.

## Infancia y juventud
Nació en Malinas el 21 de agosto de 1882. Hijo de un ebanista y diseñador de muebles con doce años comenzó a trabajar la madera en el taller de su padre. En 1897 comienza a estudiar en la Academia de Malinas y desde 1900 en la Real Academia de Bellas Artes de Bruselas, donde tuvo de maestro a Charles Van der Stappen en la asignatura de Escultura de la naturaleza. En esta academia entabló amistad con Fernand Verhaegen y Edgard Tytgat.
En 1905 conoce a Nel que era modelo de varios artistas, que se convirtió en su esposa y en la musa que nunca dejó de representar. Ante la falta de ingresos, la pareja se vio forzada a irse a vivir con el padre de Rik en Malinas. Debido a las tensiones con este último, regresaron a Bruselas a una miserable casa de Saint-Josse-ten-Noode y poco después en Watermael-Boitsfort; en 1907 se establecieron en la calle Sapinière para tratar la tuberculosis Nel, en el límite del Bosque de Soignes que se convirtió en objeto de numerosas pinturas de Rik. Pronto obyiene un premio Godecharle con su escultura llamada  « Rêverie » (Ensoñación).

## Su trabajo artístico
Al comienzo de su carrera, fascinado por la obra de James Ensor, pitaba con espátula bodegones e interiores con figuras con una luminosidad similar a las obras del maestro. Dibujó sobre todo con acuarela y carbón, realizó estudios de desnudos, retratos, hizo varios intentos para pintar la luz y los estudios utilizando colores brillantes aplicados sobre cartón ya que los lienzos eran demasiado caros. Aislado y buscando su propio camino realizó un busto en yeso de su amigo Edgard Tytgat que no pudo reproducir en bronce hasta mucho más tarde.
En 1908 ya consiguió mantener una reputación como escultor, por lo que fue invitado a participar en varias exposiciones y comenzó a recibir una subvención oficial de 500 francos belgas. En 1910, esculpe La Vierge Folle, inspirado por la bailarina Isadora Duncan.
Como pintor descubrió en 1911 los trabajos de Cézanne por medio de una reproducción en blanco y negro. Cambia su técnica dejando la espátula y utilizando la brocha. Pero no es hasta el siguiente año cuando puede ir a París a descubrir la obra de los impresionistas. Quedó muy impresionado por las pinturas de Cézanne y Van Gogh, por la brillantez de sus colores. Su trabajo fue descrito como Fauvisme brabançon por Fierens en noviembre de 1941.
Firmó un contrato con la galería Giroux que estableció una pensión mensual a cambio de la mitad de los ingresos procedentes de la venta de sus obras, lo que finalmente le proporcionó cierta seguridad. Entonces entra en un período de gran producción, pintando en 1912 unos sesenta lienzos. Obtiene su consagración tras la exposición en la galería en el año 1914.
Al estallar la Primera Guerra Mundial ese mismo año es movilizado e internado en un campo en los Países Bajos. Al poco sufrió los primeros síntomas de un cáncer que se mantendrá y es hospitalizado. Se trasladó a Ámsterdam en 1915 con Nel y continuó pintando a pesar del dolor. Perdió un ojo como resultado de una operación. En febrero de 1916 realizó una exposición y murió pocos meses después a la edad de 34 años.
Se pueden encontrar obras suyas en los museos de Amberes, Brujas, Bruselas, Gante, Ixelles y Lieja.

## Algunas de sus obras
Entre las obras que se encuentran en el Museo real de Amberes están:

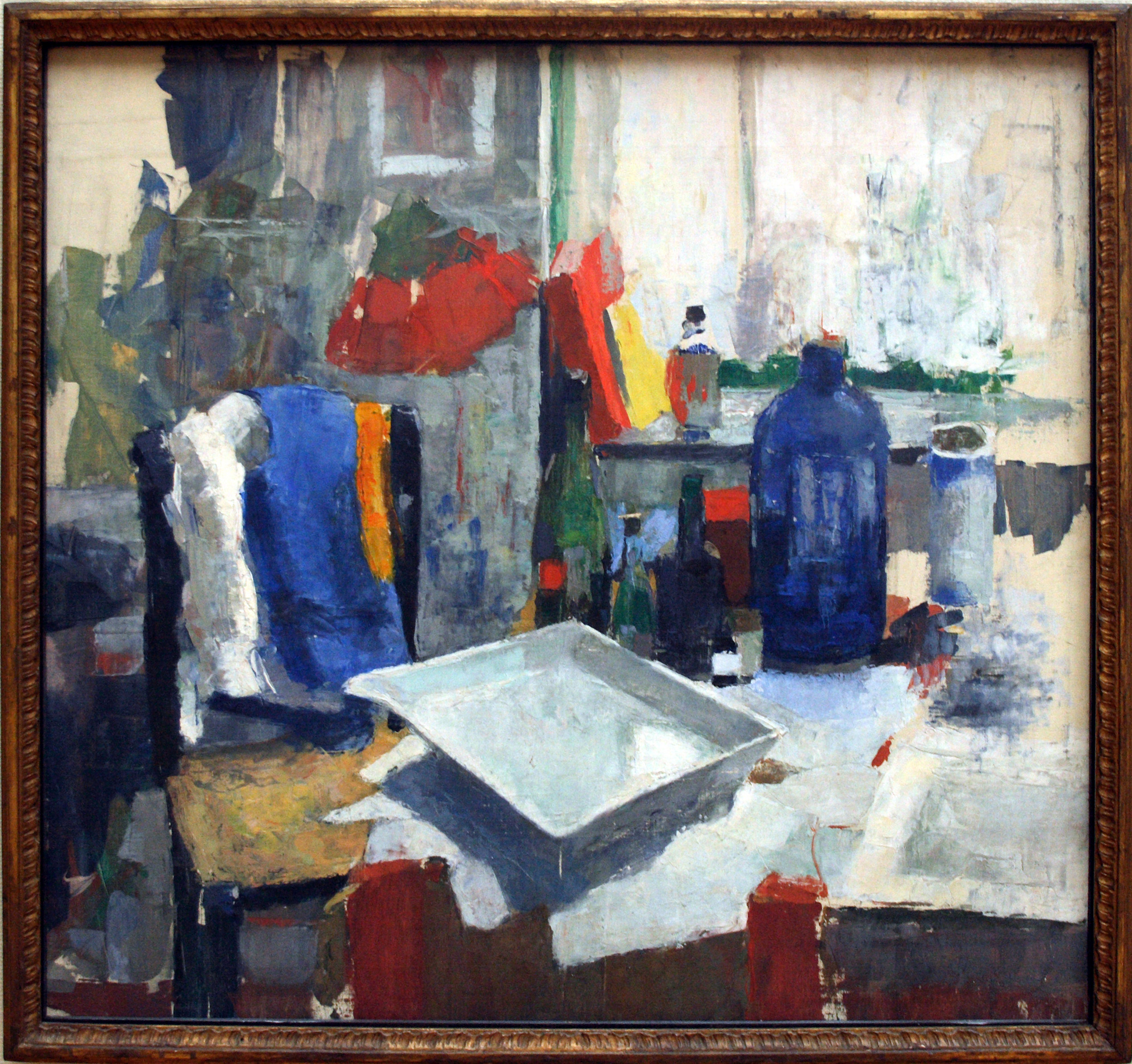
Mesa de comedor, 1908
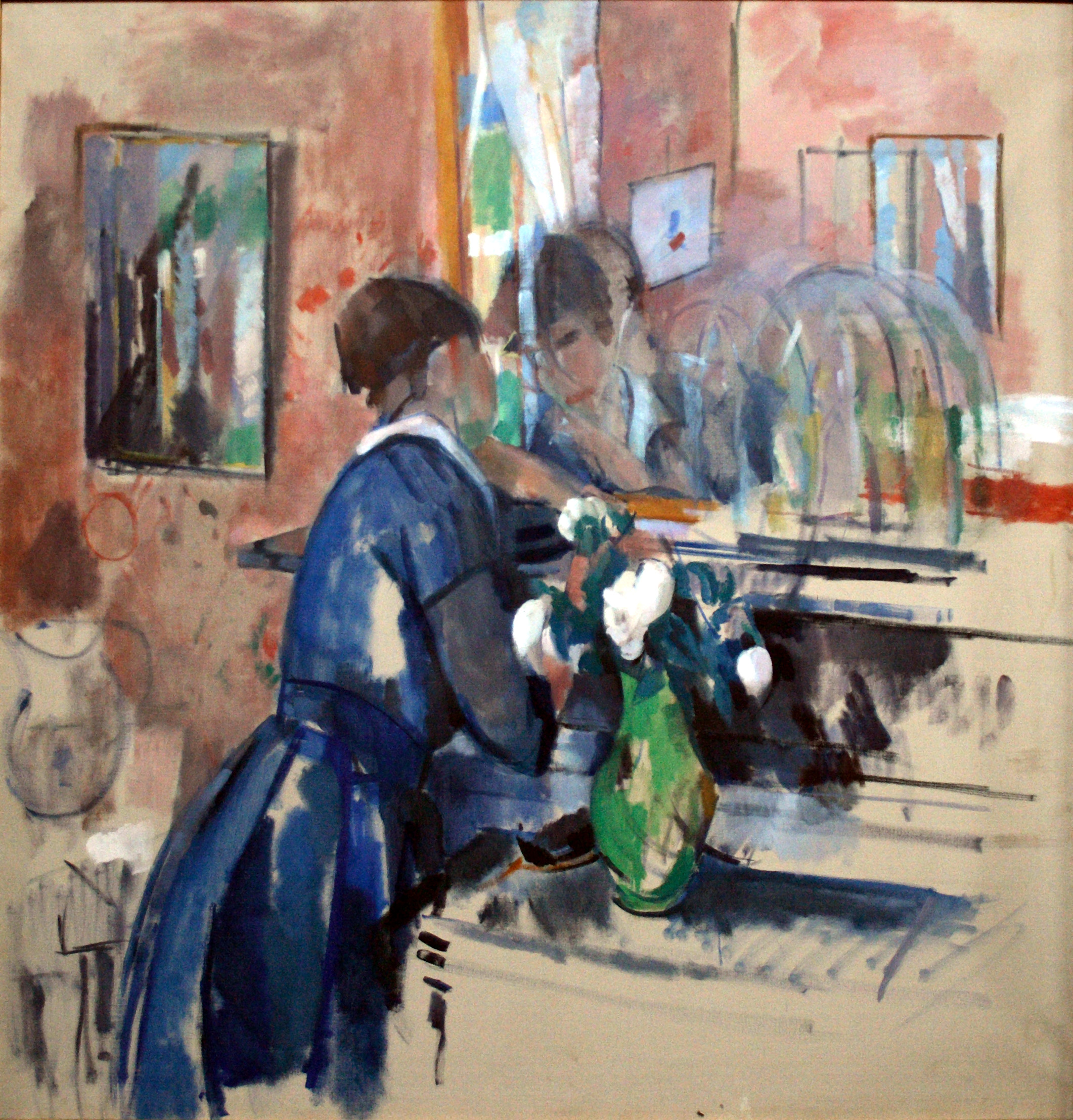
Mujer en azul delante de un espejo, 1914
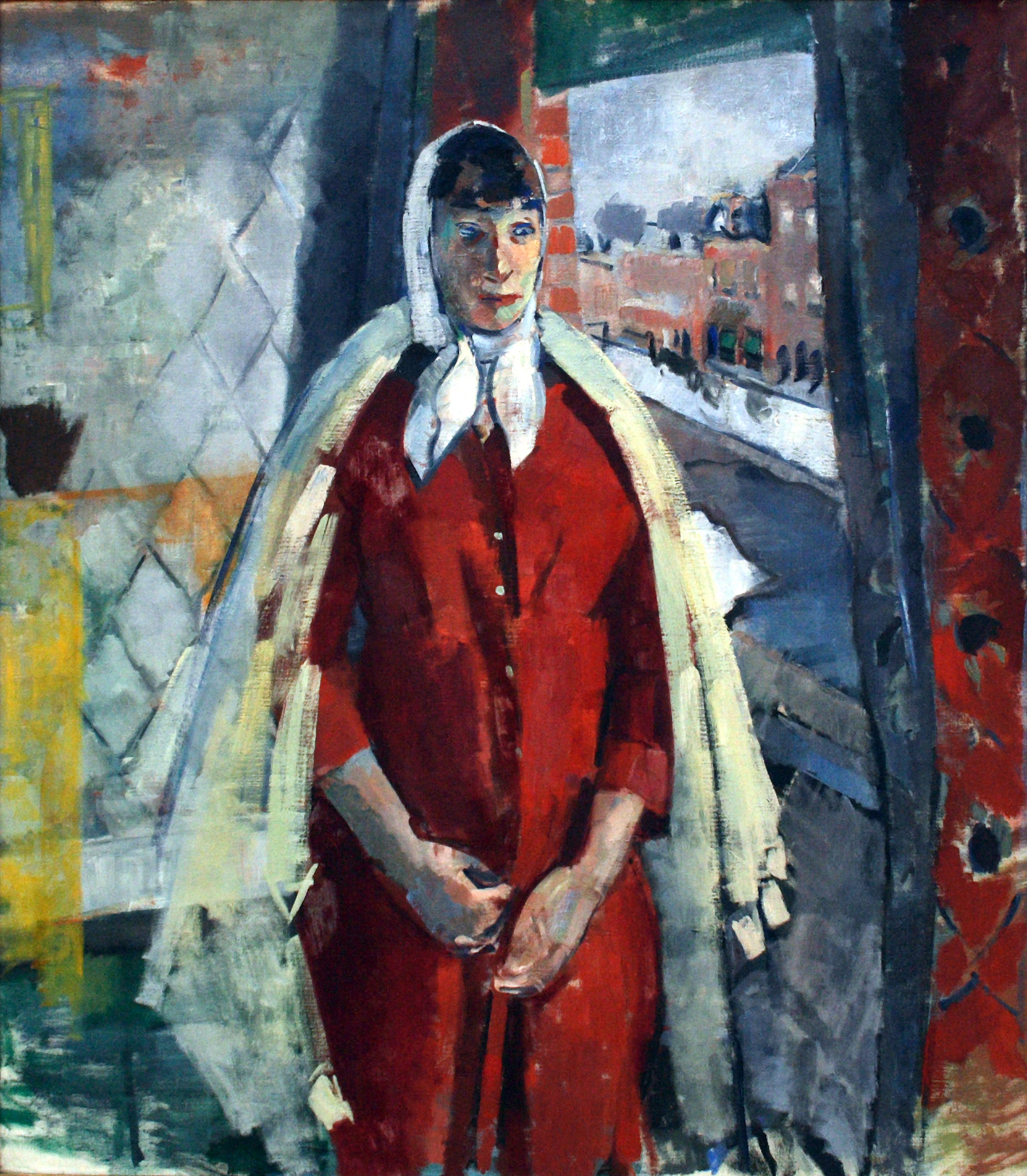
Mujer en la ventana, 1915
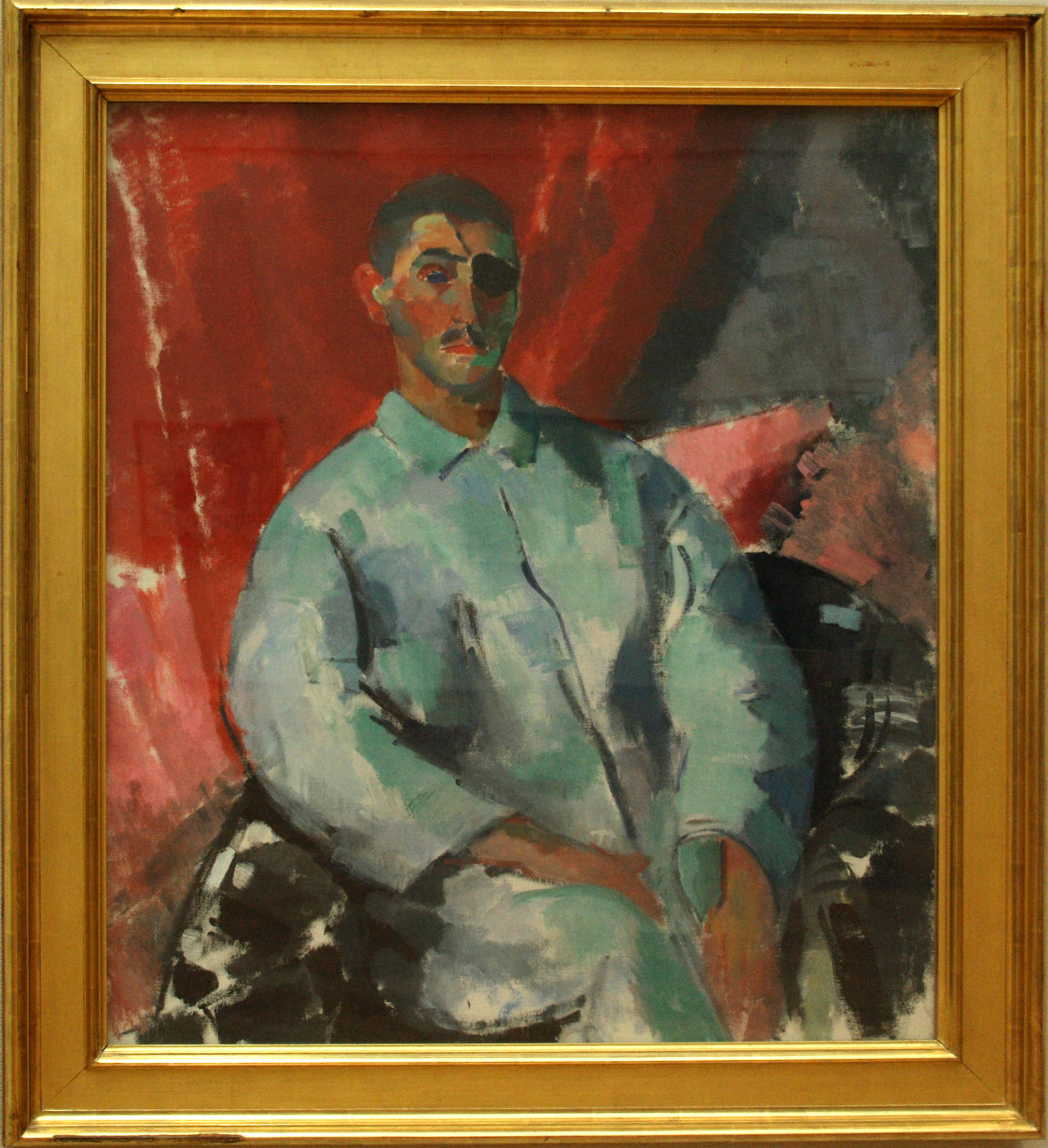
Autorretrato con un parche negro.

Entre sus esculturas se encuentran:

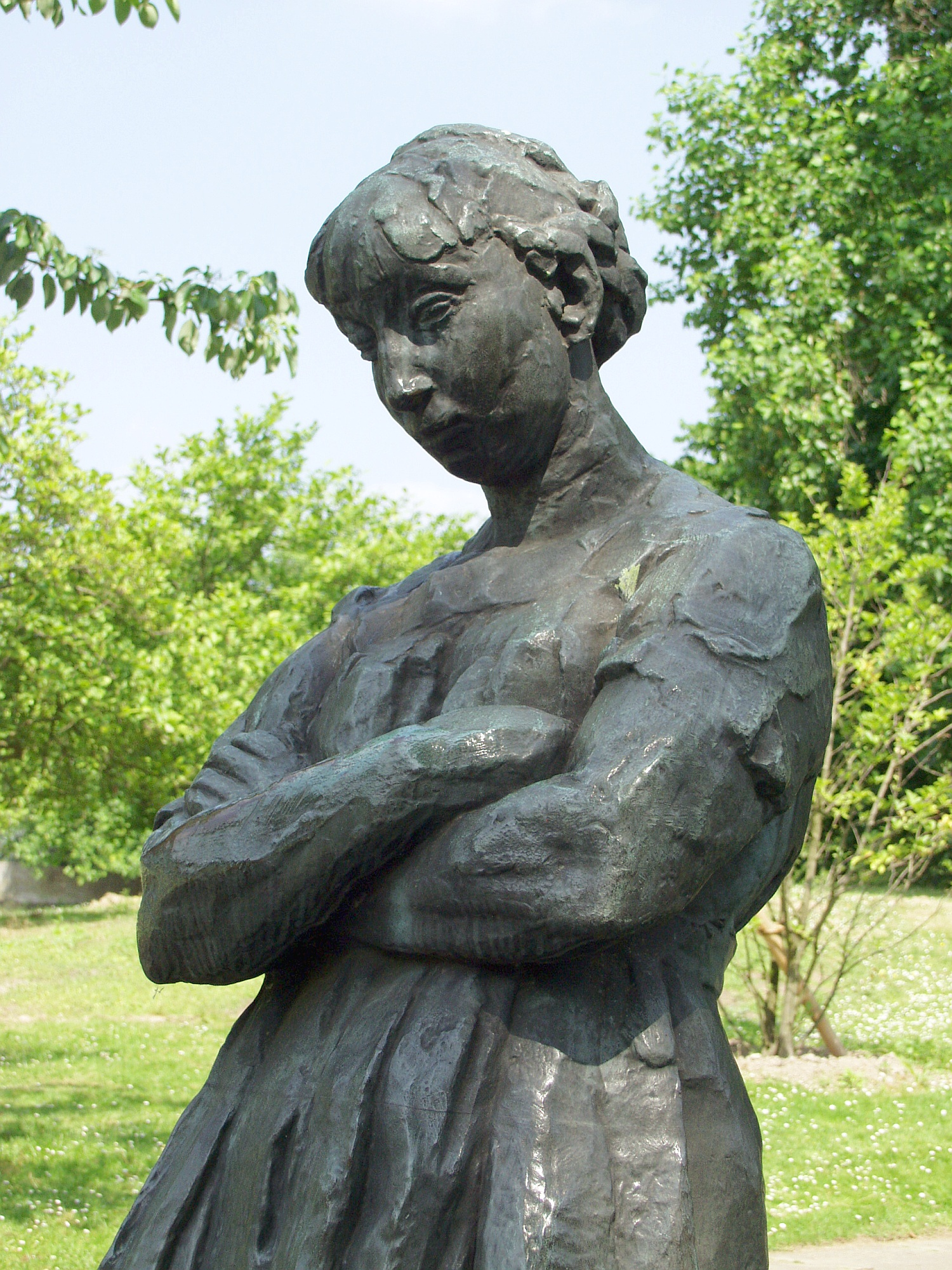
Häusliche Sorgen en el "Rheinpark" de Colonia.
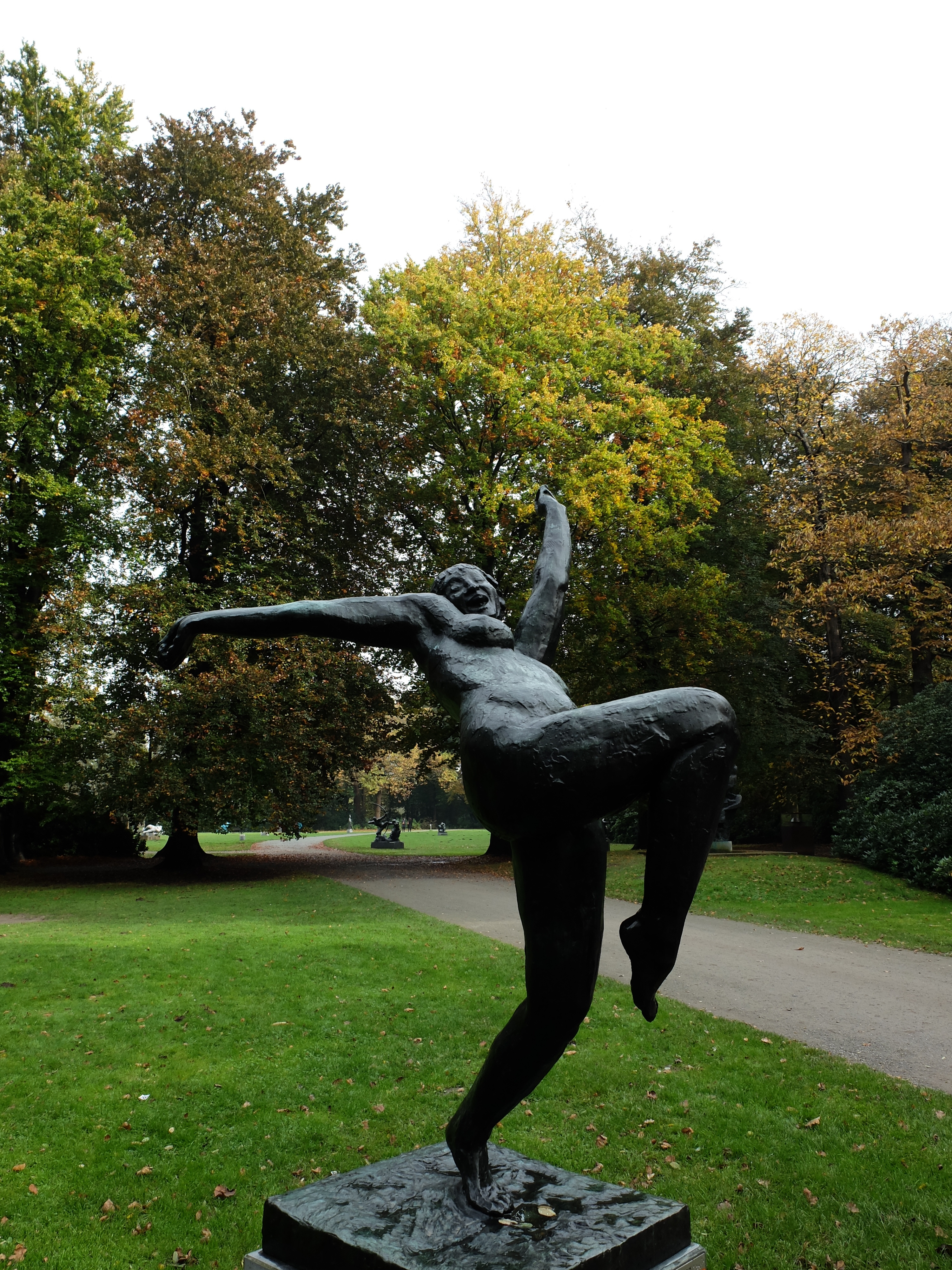
Het zotte geweld, Amberes.
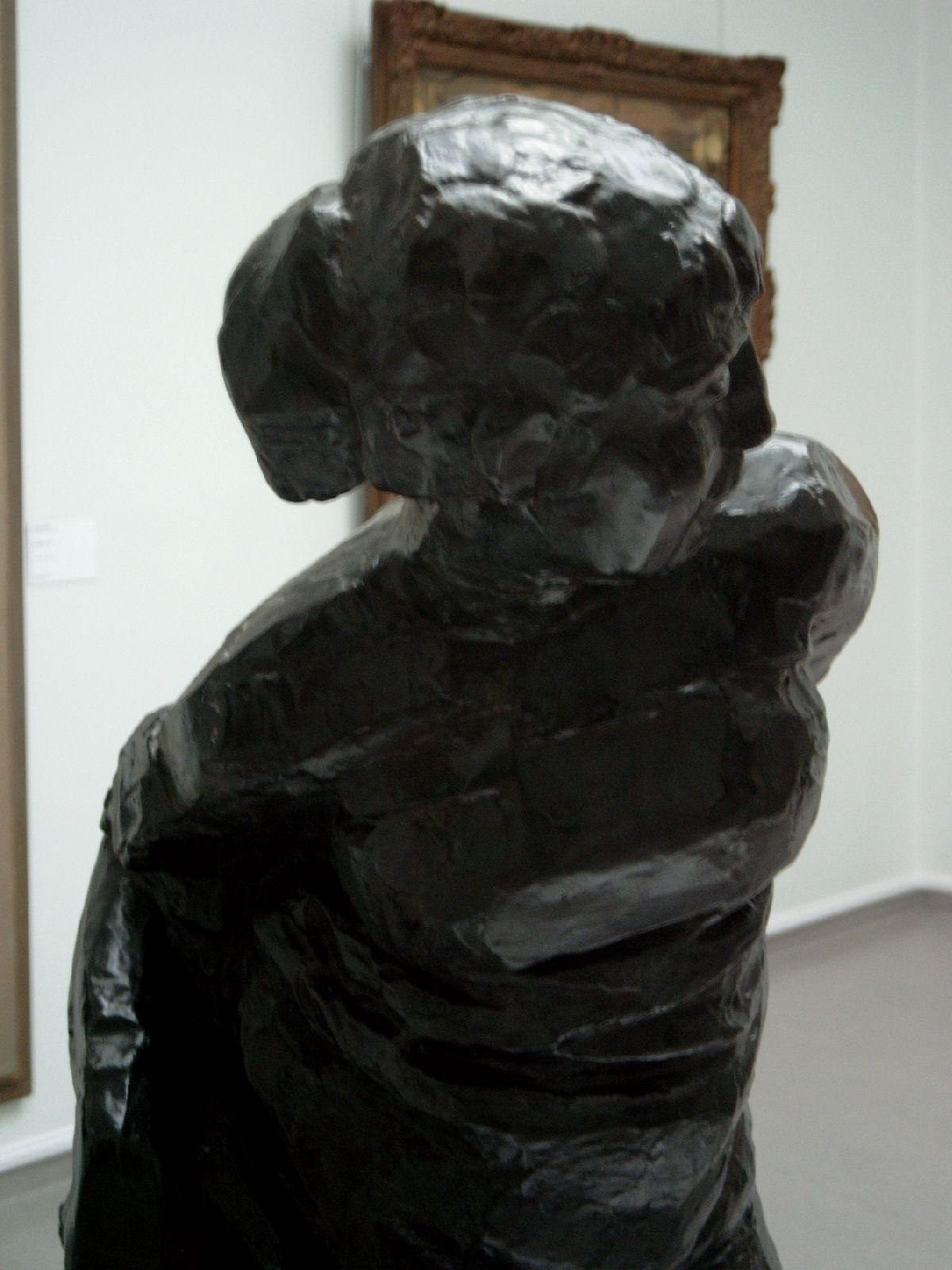
Houding
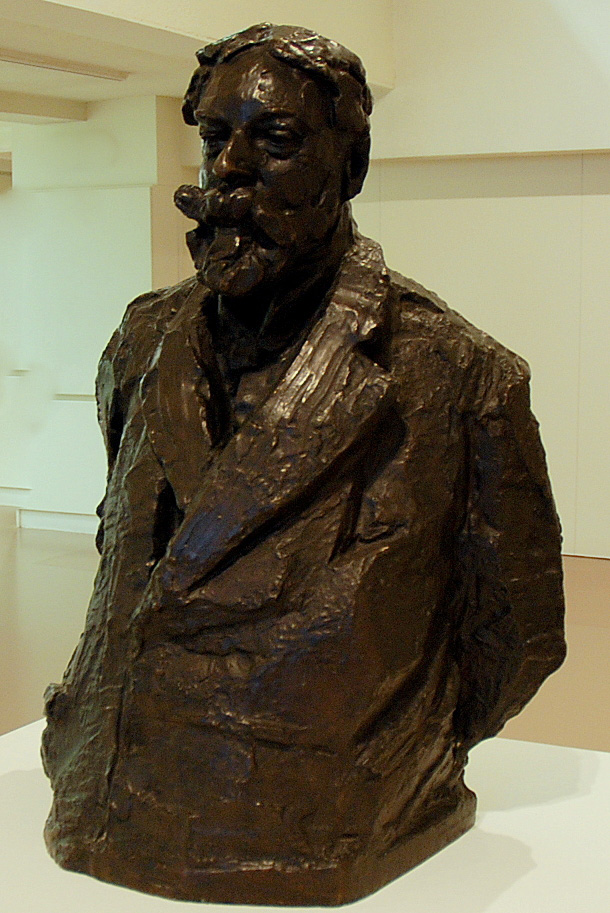
Busto de James Ensor en el Kunstmuseum de Ostende.
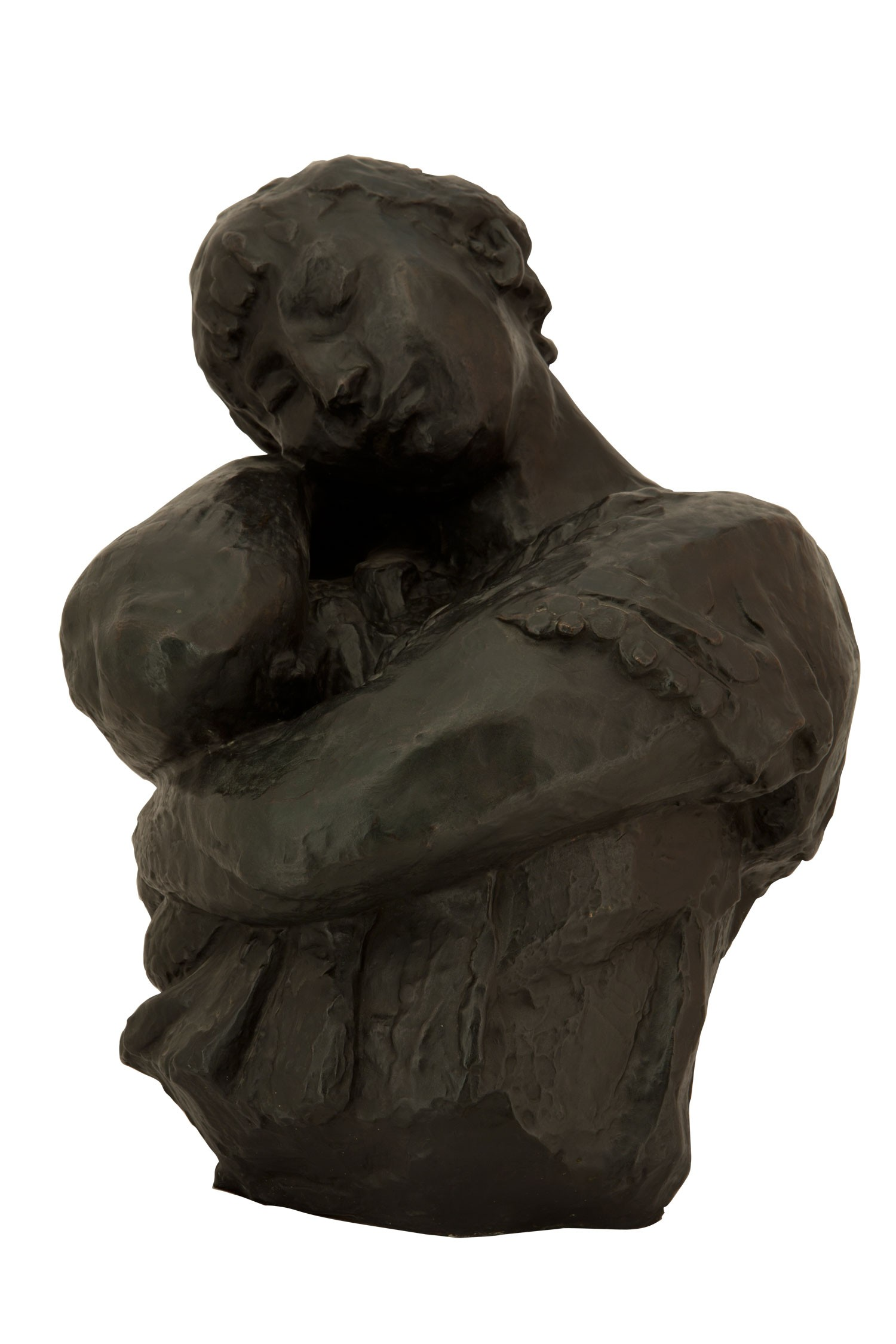
Busto al sol